# Список умерших в 1208 году

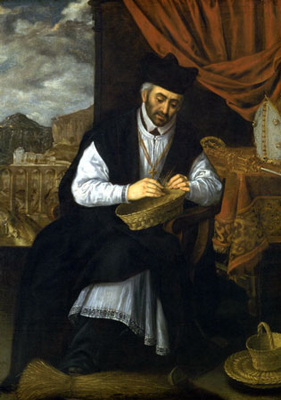
Хулиан де Куэнка

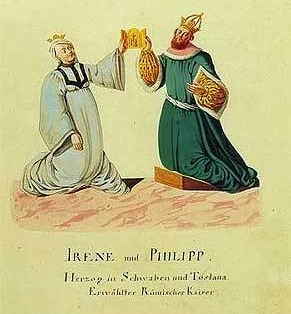
Филипп Швабский и Ирина Ангелина

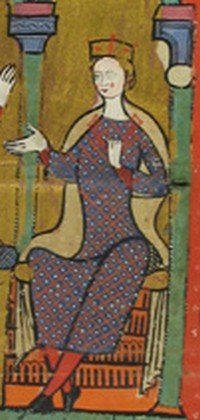
Санча Кастильская

В этой статье представлен список известных людей, умерших в 1208 году.
См. также: Категория:Умершие в 1208 году

## Январь
- 15 января — Пьер де Кастельно — французский монах-цистерцианец, папский легат по борьбе с ересью катаров, святой римско-католической церкви; убит. Его убийство стало поводом для Альбигойского крестового похода
- 28 января — Хулиан де Куэнка[англ.] — епископ Куэнки (1196—1208), святой римско-католической церкви, покровитель корзинщиков.
- 31 января — Кнут Биргерссон — ярл Швеции (1206—1208) из рода Фолькунгов.

## Февраль
- 15 февраля — Вивьен де Летанг[фр.] — епископ Кутанса (1202—1208)

## Апрель
- 17 апреля — Гильом де Беневент[фр.] — архиепископ Амбрёна (1198—1208)
- 22 апреля — Филипп Пуату — епископ Дарема (1195—1208)

## Июнь
- 21 июня — Филипп Швабский — епископ Вюрцбурга (1190—1191), последний маркграф Тосканы (1195—1197), герцог Швабии (1196—2008),  король Германии (1198—1208); убит.

## Июль
- Пётр Ангулемский[нем.] — католический патриарх Антиохии (1196—1208).

## Август
- 27 августа — Ирина Ангелина — герцогиня-консорт Швабии (1197—1208), королева-консорт Германии (1198—1208), жена Филиппа Швабского.
- 29 августа — Дитрих II фон Киттиц[нем.] — епископ Мейсена (1191—2008).

## Октябрь
- 6 октября — Джеффри де Мюшамп[англ.] — епископ Ковентри (1198—1208).

## Ноябрь
- 2 ноября — Бруно IV фон Зайн[нем.] — архиепископ Кёльна (1205—1208).
- 9 ноября — Санча Кастильская — королева-консорт Арагона (1174—1195), жена Альфонсо II Целомудренного

## Декабрь
- 29 декабря — Чжан-цзун (40) — китайский император империи Цзинь (1190—1208).

## Дата неизвестна или требует уточнения
- Агнесса Монферратская, императрица Латинской Империи, первая супруга императора Генриха I Фландрского.
- Аллючиньоли, Герардо — кардинал-дьякон Сант-Адриано (1182—1208)
- Альберт II[фр.] — епископ Вердена (1187—1208)ю
- Балабан, последний правитель эмирата Ахлатшахов.
- Бригитта Харальдсдоттер, королева-консорт Швеции, супруга короля Швеции Магнуса Хенриксена.
- Гильом де Родез[фр.] — граф Родеза (1196—1208).
- Гуго II, граф Родеза (1159—1208), виконт части Карла (с 1167) и Крейсселя.
- Диана, Пьетро — кардинал-дьякон Сан-Никола-ин-Карчере (1185—1188), кардинал-священник Санта-Чечилия (1188—1207).
- Лев Сгур, византийский крупный феодал и военачальник; независимый правитель северо-восточного Пелопоннеса (с 1201).
- Матье III де Бомон-сюр-Уаз[нем.] — граф де Бомон-сюр-Уаз (1174—1208), граф Валуа (1185—1192).
- Морган ап Карадог ап Иестин, 2-й Лорд Афана.
- Отто фон Керпен — великий магистр Тевтонского ордена (1200—1208)
- Салерно, Джованни — кардинал-священник Санто-Стефано аль Монте Челио (1190—1208).
- Санджар-малик, бухарский ремесленник, предводитель народного движения в Мавераннахре против садров из семьи Бурханидов, возглавивший восстание в Бухаре в 1206-1207 годах.
- Хусейн ибн Хармиль, иранский военачальник на службе у династии Гуридов, а позже полунезависимый правитель Герата и его окрестностей.
- Эд де Сюлли — епископ Парижа (1196—1208).
- Эрменгол VIII, граф Урхеля (с 1184).